# Charadrius vociferus
Il corriere americano (Charadrius vociferus, Linnaeus, 1758) è un uccello della famiglia Charadriidae.

## Descrizione
Gli adulti hanno ali e groppone marroni, ventre bianco e petto altrettanto bianco, alternato da due o più bande nere. La groppa posteriore è colorata di un arancione-rossiccio. Vertice e nuca sono marroni, con fronte bianca. Hanno inoltre un anello oculare rosso-arancio.

I giovani hanno una colorazione praticamente identica agli adulti, e sono in grado di muoversi agilmente fin dalla nascita.

## Biologia
Sono uccelli migratori nelle aree a nord, e svernano non più a Sud della punta Nord del Sud America. Sono rari uccelli di passaggio nell'Ovest Europa, solitamente sul finire dell'anno.

### Riproduzione

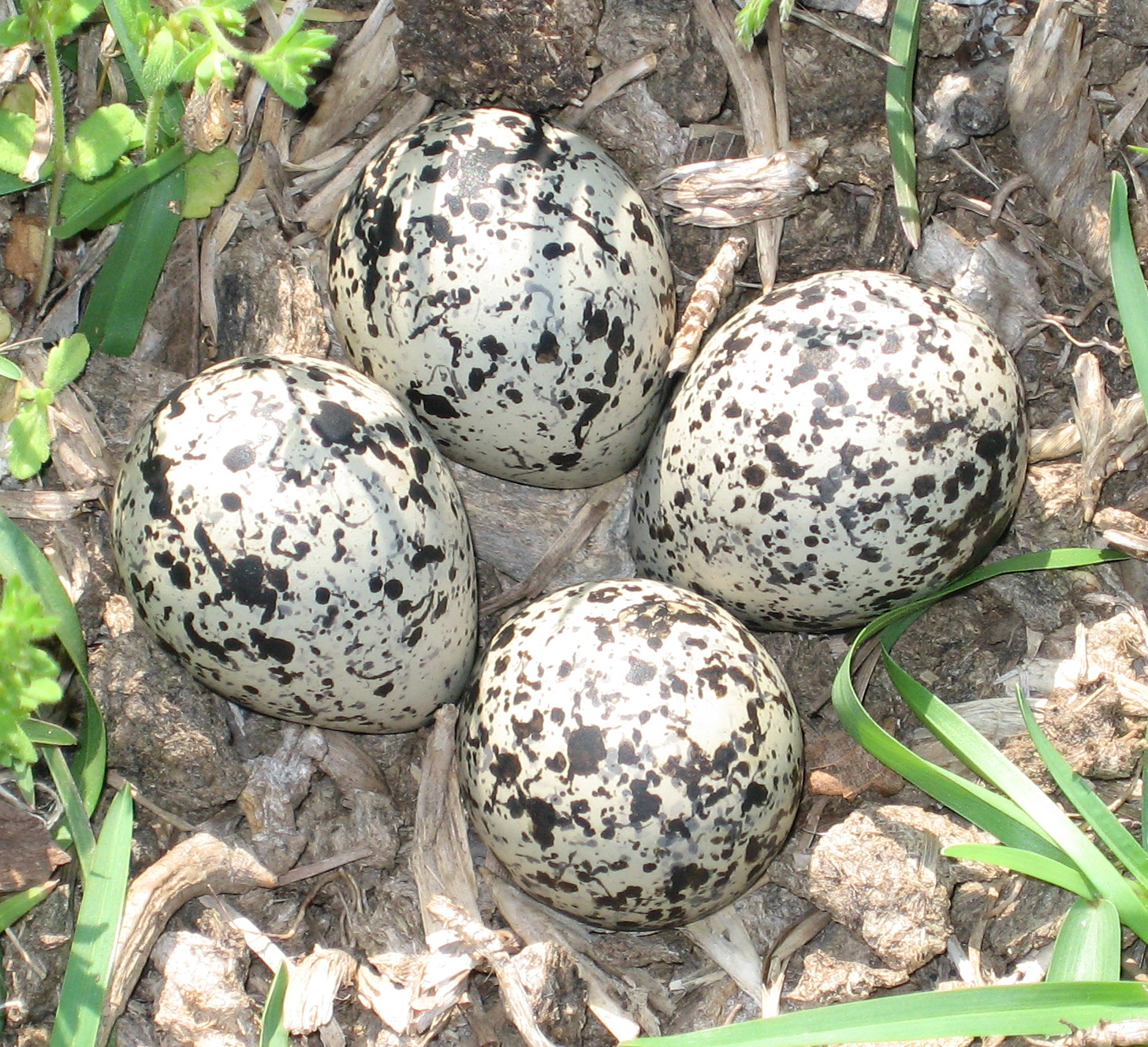
Uova in un nido a terra

Il nido è una semplice depressione nel suolo, sfrangiato da qualche pietra e pezzetti d'erba. Tuttavia, esso è ben camuffato, rappresentando bene i suoi dintorni, e le uova sono facilmente confondibili con dei sassolini.
Essi usano molto spesso un metodo di distrazione per allontanare possibili predatori dal nido. Questo consiste nel camminare lontano dal nido, tenendo l'ala in una posizione tale da simulare una ferita ed emettendo un suono che indichi dolore. Il predatore viene quindi attirato da una presumibilmente facile preda: nel caso in cui l'uccello non riesca ad attirare il predatore nella sua direzione, si avvicinerà allo stesso aumentando il tono del proprio richiamo, ripetendo il gesto fino a che il predatore non sarà lontano dal nido, volando altrove solo a quel punto.

### Alimentazione
Così come molti altri trampolieri, i corrieri americani sono uccelli precoci che sono in grado di vedere e cibarsi autonomamente fin da poco dopo la schiusa.
Cercani il loro cibo, prevalentemente insetti, in campi, sponde e piccole paludi.

## Distribuzione e habitat
Questo uccello vive in tutto il Nord e Centro America, e nel Sudamerica settentrionale e occidentale. È di passo in Groenlandia, Brasile, Guyana, nei Caraibi orientali e in Europa occidentale, dalla Norvegia al Portogallo, ma anche in Ungheria e Svizzera.
Nonostante il corriere americano sia considerato un uccello costiero, la specie vive spesso molto distante da grandi specchi d'acqua. Si ritrovano esemplari in habitat erbosi come campi, prati e pascoli. La loro abilità nello sfruttare una grande varietà di ambienti, dall'agricolo al semiurbano, ha fatto sì che fossero comuni e diffusi nel loro areale.

## Tassonomia
Charadrius vociferus ha tre sottospecie:
- Charadrius vociferus vociferus
- Charadrius vociferus ternominatus
- Charadrius vociferus peruvianus